# ماقبل تاریخ (بازی ویدئویی)
«ماقبل تاریخ» (انگلیسی: Prehistorik) یک بازی ویدئویی در سبک سکوبازی است که توسط و در سال ۱۹۹۱ و در پلت‌فرم‌های داس، آمیگا، آتاری اس‌تی، و آمستراد سی‌پی‌سی منتشر شده‌است.